# La Proveedora
La Proveedora es un sitio arqueológico que se encuentra a unos 15 kilómetros al oeste de la ciudad de Caborca, Sonora, México. En los cerros de La Proveedora y San José (también llamado la Calera) dentro del ejido Rancho Puerto Blanco, se ubica la mayor cantidad de estos petrograbados. La zona de Caborca junto con la Cultura Trincheras y el Arte Rupestre en Cucurpe, y la Pintada son los grandes yacimientos del Arte Rupestre en Sonora. 

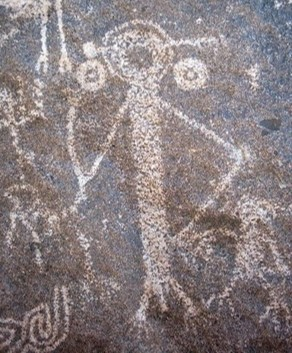
Pintura Rupestre Cabeza atravesada (Caborca, Son.)[https://youtube.com/shorts/HC_QTYkkhk4?si=Q5ookgdBBwZDTm_g a

Es una zona con alta concentración de petrograbados o petroglifos. El arte rupestre está plasmado en lugares del área conocida como La Proveedora, antigua mina de cobre. No se conoce su edad, autores y significado.
Se considera uno de los sitios más importantes de la Cultura Trincheras. Está localizado en macizos montañosos al sur de Caborca. Es un sitio espectacular, con grabados prehispánicos, cubren las laderas de diversos cerros.
La cantidad de grabados, suman algunos miles. Existen muchos motivos: grupos de animales, diseños geométricos, representaciones astronómicas de soles y lunas, arcos, flechas y carcajes, escenas de caza, etcétera. Hay también una interesante diversidad de tocados y adornos para la cabeza.https://youtube.com/shorts/Ys43-HMwmAo?si=A5qlCrhOhUdRRz7I

## La región
En sitios circunvecinos a Caborca, podemos encontrar otros conjuntos con arte rupestre como son "La providencia, "Sierra del Álamo", "El Mojoqui", "Lista Blanca" y "Mono Colgado", que contienen muchos de estos grabados y que se mantienen en buenas condiciones pues han escapado a la destrucción causada por los elementos o el hombre. Otros lugares son La Calera, y Potrero de Balderrama los petroglifos llegan a formar impresionantes murales de extraordinaria belleza. También están: "Arroyo Las Flechas","Cerro Prieto, el Arenoso.
En el noroeste de Sonora, en los Ríos Magdalena, Altar, Concepción, Imuris y Cucurpe, se ubicaron comunidades denominadas Tradición Trincheras, con casas en foso, numerosas después del año 700. Existen otros sitios con diseños grabados o pintados sobre rocas, siendo los más conocidos La Proveedora (Tradición Trincheras) y La Pintada, (Zona Central de Sonora). Importante patrimonio arqueológico que se remonta al pasado, evidencias de que grupos de hace 13,000 años, ocuparon este lugar.
La Tradición Río Sonora se localizó hacia el noreste, las que después del año 1000 tuvieron cambios en las formas de las casas, se empezaron a construir superficialmente, con muros sobre base de piedras. Baviácora es el sitio más conocido de esta tradición.

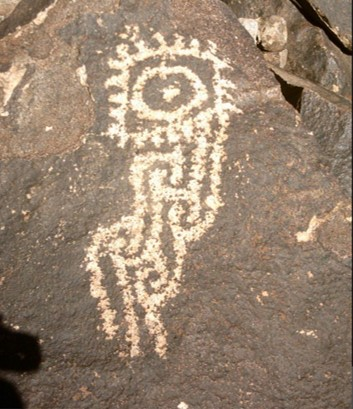
Pintura rupestre "Ojo Cuadrado" (Caborca Son.)

En las cuencas de los ríos Bavispe, Bacerac, Huachinera y Sahuaripa al noreste del estado, se encuentran comunidades muy similares a los grupos prehispánicos de Casas Grandes, con una tradición diferente que podría denominar Carretas. Estas sociedades eran poco jerarquizadas, habitaban aldeas sobre terrazas en los ríos y casas de adobe en cuevas, posiblemente para la época invernal.
Al norte de Sinaloa y las cuencas de los ríos Yaqui, Mayo y Fuerte, hasta la Sierra Madre Occidental, se ubicó la Tradición Huatabampo, compuesta por comunidades agrícolas, que utilizaron la variedad de recursos costeros.

## El Sitio
Se encuentran muchas figuras de animales, principalmente berrendos y borregos cimarrones (típicos en la región), en manadas y ocasionalmente con sus vientres panzones como si estuvieran preñados. Hay una figura de coyote, un rostro de ave de rapiña tipo águila y tortugas. También figuras humanas solitarias o en grupos familiares donde se aprecian hombres y mujeres y niños. El perfil de humanos está hecho con líneas, cabezas redondas y cuellos alargados. Las figuras geométricas representan espirales circulares o cuadrangulares, tribales y soles. Existe una figura representando un collar de concha marina, ornamento utilizado por las civilizaciones de las costas del Mar de Cortés, indicador de los intercambios comerciales y culturales que hubo en la cultura Trincheras.
Existen algunos estudios científicos que antropólogos e instituciones educativas de nivel superior han realizado sobre estos testimonios de culturas antiguas, sin embargo prevalecen contradicciones y discordancias entre algunos datos como su antigüedad y significado, que no permiten emitir un juicio certero sobre ellos.

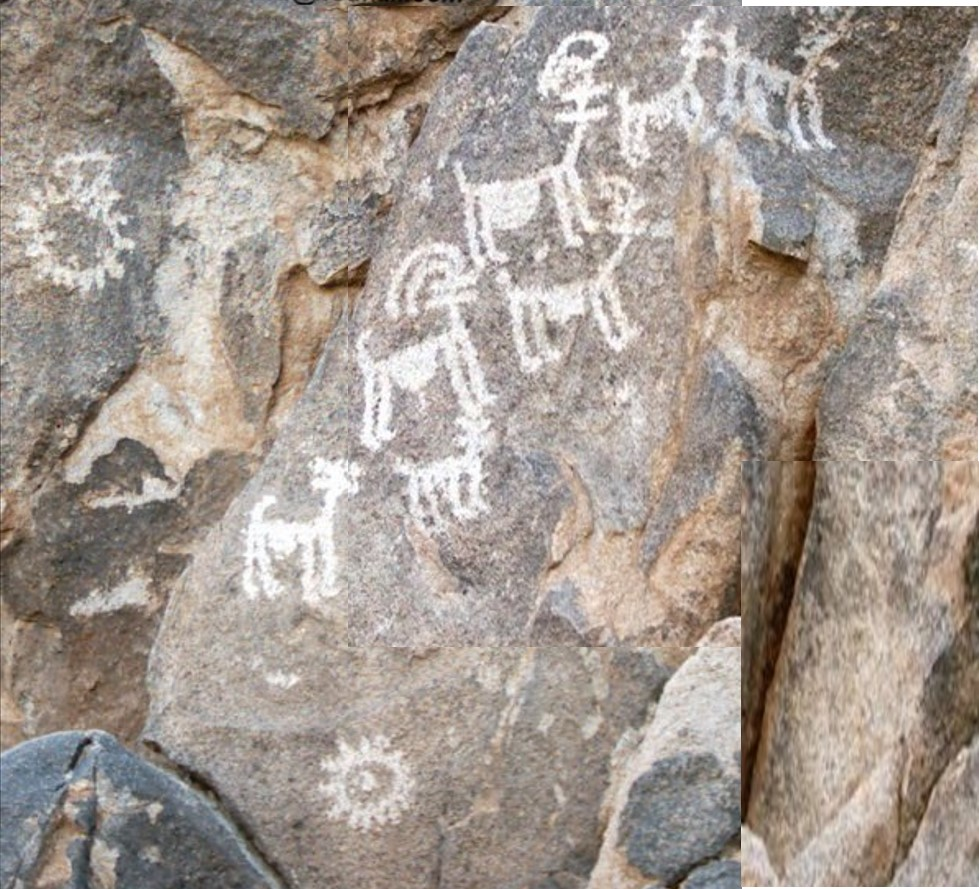
Pintura rupestre de Rebaño de Venados (Caborca Son)

El profesor de la Universidad de Sonora Manuel Jorge González Montesinos, publicó un trabajo, que establece la siguiente tesis: la región fue poblada por las culturas Mogollón de 600 a. C. al 1,400 d. C.; los Anasazi de 100 a. C. al 1,450 d. C. y los Hohokam del 800 d. C. al 1,200 d. C. y del 300 d. C. al 1,400 d. C. en la región de Caborca. Fueron cazadores y recolectores con conocimientos de agricultura; con importantes sistemas de riego para el cultivo; tuvieron una gran habilidad para diseñar y usar calendarios solares grabados en piedra.
Las tres culturas establecieron una red de comunicaciones y caminos que les permitieron desarrollar intercambio comercial, cultural y social. Los productos eran canastas y objetos tejidos, cerámica, maíz, ornamentos rituales, turquesas, conchas y sal marina, así como conocimientos y técnicas de producción. La cultura de Trincheras, radicada en el pueblo de Trincheras, Sonora, debe su nombre a este tipo de construcciones situadas en distintos niveles de cerros. Ademes tumbas de nativos, restos de cerámica y objetos de piedra son abundantes en los alrededores del poblado.
La edad de estos sitios, se han efectuado por el método de los anillos crecimiento en árboles, por lo que se ha establecido que el Pueblo de Trincheras, Sonora, y el de Snaketown, en Arizona (al sur de Phoenix), son contemporáneos entre 800 y 1200 d. C. Es probable que Trincheras haya sido un centro de intercambio comercial entre los pueblos del norte y los del sur, pues se descubrieron plumas de Quetzal en tumbas. Esta ave, se encontraba en lugares Mesoamérica como Oaxaca y Chiapas; las plumas tenían alto valor para los Anasazi y los Hohokam.
Los Hohokam (suroeste de Arizona y noroeste de Sonora), Hacían constantes viajes al mar por conchas y sal. Sitios en Caborca muestran las huellas de su paso. En estos lugares se pueden encontrar trozos de ollas pintadas con los colores característicos de esas culturas como son rojo, rojizo, púrpura y café, así como fragmentos de conchas de mar, molinos de metate, hachas y herramientas de piedra en menor cantidad.

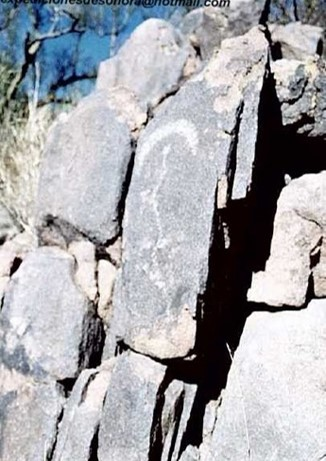
Media Luna Rupestre (Caborca Son.)

## Arte en las rocas
Los petroglifos fueron hechos por percusión directa (cincelado), representando animales (zoomorfos), figuras humanas (antropomorfos), grecas, laberintos, figuras geométricas, cuerpos celestes y símbolos acuáticos. Posibles interpretaciones a estas expresiones artísticas (Hohokam) pueden ser: escenas rituales o ceremonias; relatos de cacerías, plantas y animales del desierto; nombres de grupos o de tribus; calendarios o fechadores; indicadores de rutas; cambios de estación y de climas o solamente arte por el arte mismo.
La cultura Hohokam, declinó posiblemente por enfermedades o sequías prolongadas que redujeron los grupos tribales, pero son definitivamente ancestros de los actuales habitantes de la nación Tohono O'odham (gente del desierto) a los que comúnmente se les conoce como pápagos aunque es sabido que a ellos no les gusta ser llamados así.